# Demòdoc d'Atenes
Demòdoc d'Atenes （en llatí Demodocus, en grec antic Δημόδοκος "Demódokos") fou un general atenenc que va dirigir la flota de l'Hel·lespont a la primavera del 424 aC i va reconquerir la ciutat d'Antanros. El menciona Tucídides. Una altra persona amb el mateix nom és citada per Polibi.